# Croy
Pour les articles homonymes, voir Croy (homonymie).
Croy est une commune suisse du canton de Vaud, située dans le district du Jura-Nord vaudois.

## Histoire

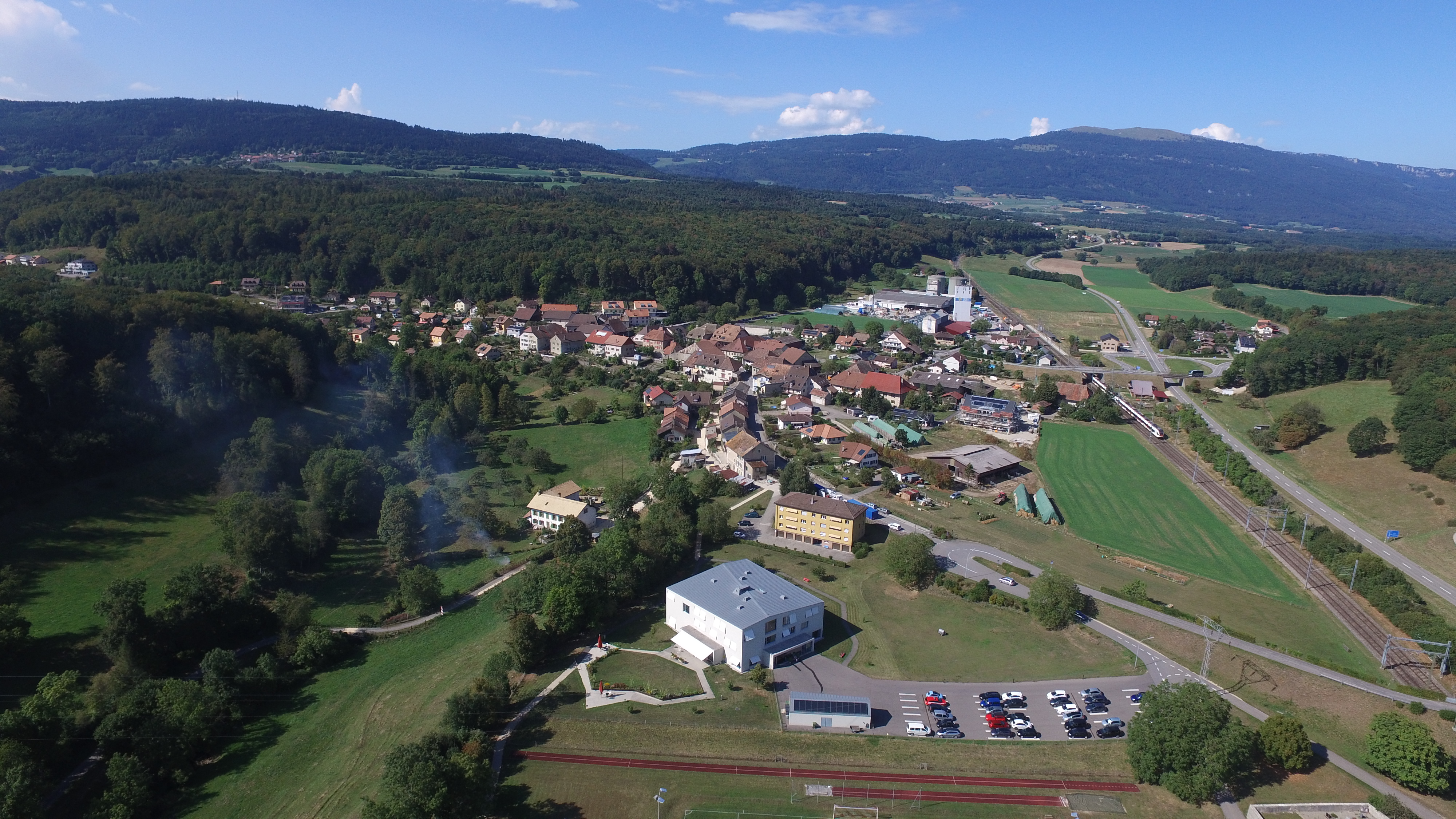
Vue aérienne depuis le sud.

On découvrit à Croy une pierre à cupules ainsi que des ferrières gallo-romaines et du haut Moyen Age sur le territoire communal et dans des forêts appartenant à la commune (Bellaires). Croy fut cité sous son nom actuel en 1498. Au Moyen Âge, le village dépendait du couvent de Romainmôtier, sous la surveillance d'un mayor local. Sous le régime bernois, Croy relevait du bailliage de Romainmôtier et connut de nombreux démêlés avec la ville de Romainmôtier à propos de leurs biens communaux. La commune était gérée par l'ensemble des communiers. La commune faisait ensuite partie du district d'Orbe de 1798 à 2007.
Au spirituel, Croy a toujours relevé de la paroisse de Romainmôtier. Une chapelle dédiée à sainte Anne et à saint Vincent Ferrier, qui y aurait prêché, fut détruite en 1536. Profitant du Nozon, des moulins, une foule (XVIe siècle) et un battoir servaient à l'ensemble de la seigneurie. Au XIXe siècle, la carrière du Grand Chaney fut abondamment utilisée pour des bassins de fontaine. Le village est desservi par le RER Vaud en gare de Croy-Romainmôtier sur la ligne Cossonay - Vallorbe, ouverte en 1870, et la route principale 9.

## Géographie
Croy se situe sur une petite terrasse dominant le ruisseau du Nozon, à la croisée des routes du col de Jougne et du pied du Jura.

## Population

### Surnoms
Les habitants de la commune sont surnommés les Bouilleurs-de-Chats (ou les Lessive-Chats) et les Racle-Osiers.

### Démographie
Croy compte 5 feux en 1529 puis 154 habitants en 1764, 268 en 1850, 309 en 1888, 279 en 1900, 266 en 1950, 267 en 2000 et 386 au 31 décembre 2022.

## Transport
- Sur la ligne ferroviaire Lausanne - Vallorbe.
- Cars postaux à destination de Vaulion, Orbe et L'Isle.

## Personnalités liées à la commune
Le juriste Jehan Bagnyon est né en 1412 à Croy.

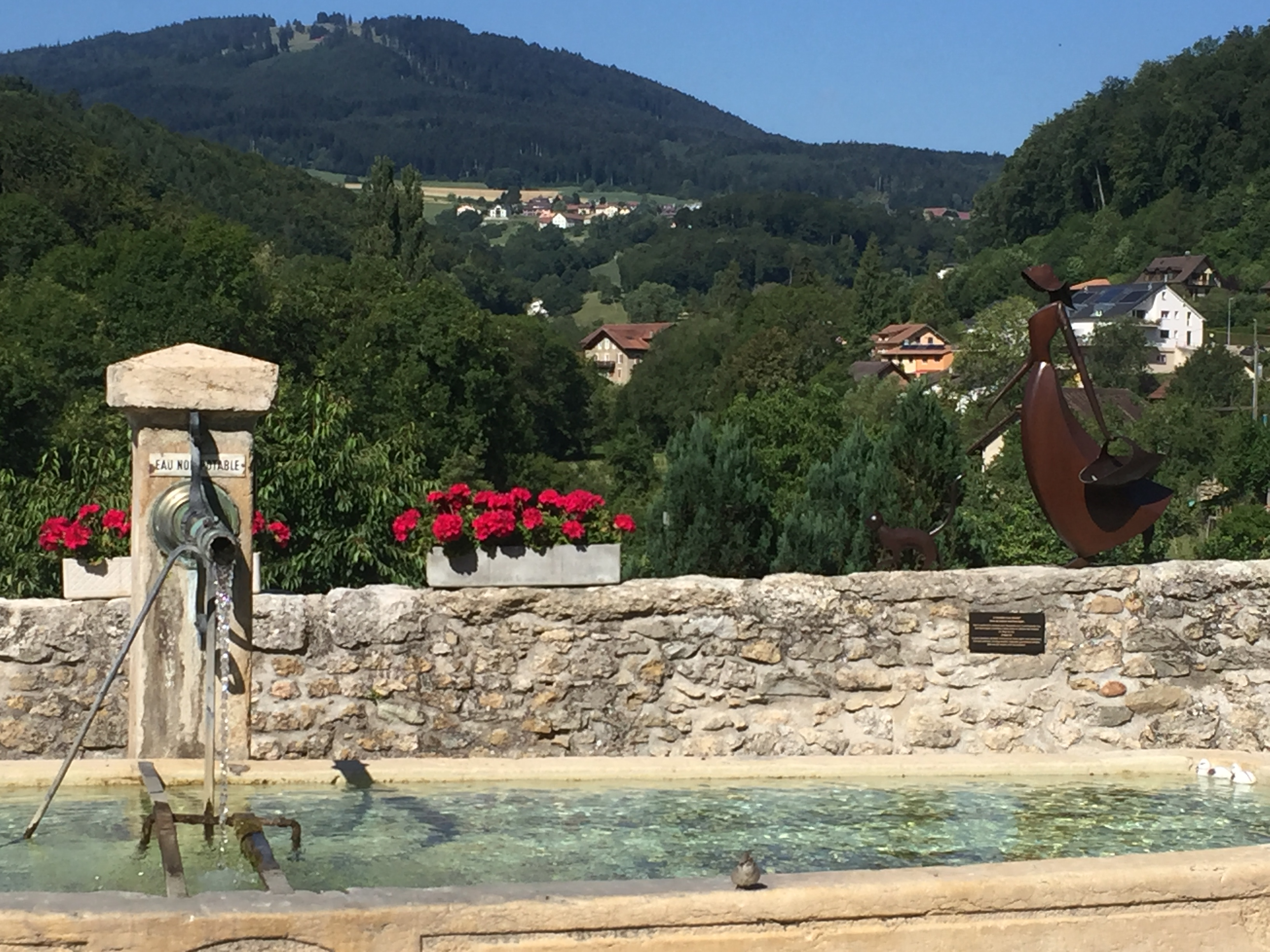
La lavandière et son chat.